# Palkó Dárdai
Pál „Palkó“ Dárdai (* 24. April 1999 in Berlin) ist ein ungarisch-deutscher Fußballspieler. Er ist offensiv variabel einsetzbar, steht seit Juli 2025 beim Puskás Akadémia FC unter Vertrag und ist ungarischer Nationalspieler.

## Familie
Pál, genannt „Palkó“, Dárdai wurde als ältester Sohn des ehemaligen ungarischen Fußball-Nationalspielers Pál Dárdai und der ehemaligen ungarischen Handball-Nationalspielerin Mónika Dárdai, geb. Szemmelróth, in Berlin geboren, als sein Vater bei Hertha BSC aktiv war (1997–2012). Er wuchs mit seinen jüngeren Brüdern Márton (* 2002) und Bence (* 2006) im brandenburgischen Seeburg und im Berliner Ortsteil Westend im Bezirk Charlottenburg-Wilmersdorf auf. Sein Großvater (1951–2017) war ebenfalls Fußballspieler. Sein Spitz- und Rufname „Palkó“ (deutsch Paulchen) leitet sich von seinem bürgerlichen Vornamen Pál (deutsch Paul) ab. Anfang 2017 erwarb er – zusätzlich zur ungarischen – die deutsche Staatsangehörigkeit per Einbürgerung.

„Seine Heimat, sein Umfeld, sein Alltag – das ist Berlin.“

## Karriere

### Im Verein

#### Jugend in und um Berlin
Dárdai begann 2006 beim Seeburger SV mit dem Fußballspielen, als die Familie in Seeburg lebte. Nach dem Umzug in den Berliner Ortsteil Westend im Bezirk Charlottenburg-Wilmersdorf spielte er ab 2009 im Ortsteil Wilmersdorf beim 1. FC Wilmersdorf, bevor er im August 2011 in das Nachwuchsleistungszentrum von Hertha BSC wechselte, wo er u. a. in der C-Jugend (U15) von seinem Vater Pál trainiert wurde. In der B- (U17) und A-Jugend (U19) spielte Dárdai in der B-Junioren- bzw. A-Junioren-Bundesliga. Bereits in der Saison 2015/16, als er dem alten Jahrgang der B-Jugend angehörte, trainierte er in den Länderspielpausen mit dem Profiteam, das mittlerweile von seinem Vater trainiert wurde. In der Saison 2016/17 kam er – als junger Jahrgang der A-Jugend – erstmals in der zweiten Herrenmannschaft in der viertklassigen Regionalliga Nordost zum Einsatz. Nachdem Dárdai bereits regelmäßiger mit den Profis trainiert hatte, berief ihn sein Vater aufgrund einiger Ausfälle für das Bundesligaspiel gegen Borussia Mönchengladbach am 5. April 2017 in den Spieltagskader. Bei der 0:1-Niederlage der Hertha wurde er allerdings nicht eingewechselt.

#### Profi bei Hertha BSC
Zur Saison 2017/18 rückte Dárdai in den Profikader auf. Spielpraxis sammelte er jedoch weiterhin in der zweiten Mannschaft und der A-Jugend, für die er in dieser Spielzeit letztmals spielberechtigt war. Am 2. November 2017 debütierte Dárdai unter seinem Vater in der ersten Mannschaft, als er beim 2:0-Sieg im Europa-League-Gruppenspiel gegen Sorja Luhansk in der 80. Spielminute für Alexander Esswein eingewechselt wurde. Zu einem weiteren Europa-League-Einsatz – und seinem zugleich ersten Startelfeinsatz in der ersten Mannschaft – kam er beim 1:1-Unentschieden gegen den Östersunds FK am letzten Gruppenspieltag, vor dem das Ausscheiden der Berliner bereits festgestanden hatte. Am 28. April 2018 debütierte Dárdai unter seinem Vater in der Bundesliga, als er beim 2:2-Unentschieden gegen den FC Augsburg in der 71. Spielminute für Salomon Kalou eingewechselt wurde. Insgesamt kam Dárdai auf zwei Bundesligaeinsätze und sechs Einsätze in der zweiten Mannschaft, in denen er einen Treffer erzielte. Hauptsächlich wurde er in der A-Jugend eingesetzt, für die er in der regulären Saison in 13 Spielen in der A-Junioren-Bundesliga neun Treffer erzielte und Meister der Staffel Nord/Nordost wurde. In der Endrunde kam Dárdai in allen drei Spielen zum Einsatz und gewann mit seinem Team die deutsche Meisterschaft.
In der Saison 2018/19 kam Dárdai unter seinem Vater zu 7 Bundesligaeinsätzen (einmal in der Startelf). Er spielte daneben regelmäßig in der zweiten Mannschaft, für die er 16-mal in der Regionalliga Nordost zum Einsatz kam und 5 Tore erzielte.
In der Sommervorbereitung 2019 wurde Dárdai vom neuen Cheftrainer Ante Čović aussortiert und in die zweite Mannschaft versetzt. Auch unter Čović' Nachfolgern Jürgen Klinsmann und Alexander Nouri gehörte er zur zweiten Mannschaft. Bis zur Saisonunterbrechung, die durch die COVID-19-Pandemie im März nötig geworden war, erzielte Dárdai in 21 Regionalligaeinsätzen 7 Tore. Im April kehrte er unter Bruno Labbadia, dem vierten Cheftrainer in dieser Spielzeit, in den Profikader zurück. Dárdai schaffte es lediglich am 34. Spieltag in den Spieltagskader, ohne jedoch eingewechselt zu werden.
In der Saison 2020/21 stand Dárdai fest im Kader der zweiten Mannschaft. Er bespielte beide offensive Flügel mit wechselnden Partnern wie Jessic Ngankam oder Ruwen Werthmüller und konnte bis zur pandemiebedingten, temporären Einstellung des Regionalligaspielbetriebs im November 2020 vier direkte Torbeteiligungen vorweisen.

#### Wechsel nach Ungarn
Anfang Januar 2021 wechselte Dárdai zum ungarischen Erstligisten Fehérvár FC. Bis zum Ende der Saison 2020/21 kam er 14-mal in der höchsten ungarischen Spielklasse zum Einsatz, stand 9-mal in der Startelf und erzielte 2 Tore. In der Saison 2021/22 folgten 32 Einsätze (27-mal in der Startelf) und 5 Tore, in der Saison 2022/23 29 Ligaspiele und erneut 5 Tore.

#### Rückkehr zu Hertha BSC
Zur Saison 2023/24 kehrte Dárdai zu Hertha BSC zurück und unterschrieb einen Vertrag bis zum 30. Juni 2026. Die Herthaner waren in der Vorsaison in die 2. Bundesliga abgestiegen. Er traf auf seine beiden Brüder und seinen Vater, der Mitte April 2023 wieder Cheftrainer geworden war.

#### Erneuter Wechsel nach Ungarn
Zur Saison 2025/26 wechselte er zum Puskás Akadémia FC.

### In der Nationalmannschaft
Dárdai besitzt die ungarische und seit Anfang 2017 auch die deutsche Staatsangehörigkeit. Somit durfte er sowohl für Mannschaften des ungarischen Fußballverbandes als auch des Deutschen Fußball-Bundes auflaufen und an deren Lehrgängen teilnehmen. Im Frühjahr 2017 lief Dárdai zweimal für die deutsche U18-Nationalmannschaft auf, von August bis September 2017 zweimal in der U19-Auswahl. Zwischen September und Oktober 2018 spielte er zweimal in der U20-Auswahl.
Nachdem Dárdai nicht mehr für eine DFB-Auswahl zum Einsatz gekommen war, wechselte er im März 2021 zum ungarischen Fußballverband und wurde in den Kader der ungarischen U21-Nationalmannschaft für die U21-Europameisterschaft 2021 im eigenen Land und Slowenien nominiert. Diese wurde in zwei Teilen ausgetragen: Während die Vorrunde in der März-Länderspielpause stattfand, folgte die K.-o.-Runde nach dem Saisonende von Ende Mai bis Anfang Juni. Wenige Tage nach seiner Nominierung musste der Mittelfeldspieler seine Teilnahme an der Vorrunde, in der die Ungarn ausschieden, jedoch aufgrund muskulärer Probleme absagen. Anschließend war Dárdai aufgrund seines Alters nicht mehr für die U21 spielberechtigt.
Für die Testspiele im November 2022 wurde Dárdai von Marco Rossi erstmals in die ungarische Nationalmannschaft berufen. Er debütierte am 20. November 2022, als er bei einem 2:1-Sieg gegen Griechenland im Laufe der zweiten Halbzeit eingewechselt wurde.

## Titel
- Deutscher A-Junioren-Meister: 2018
- Meister der A-Junioren-Bundesliga Nord/Nordost: 2018